# 맥라렌 오토모티브
맥라렌 오토모티브(영어: McLaren Automotive)는 영국 워킹 서리주에 본사를 둔 스포츠카 제조회사이다. 생산되는 차의 대부분은 스포츠카이다.
1992년, 세계에서 가장 빠른 자동차 중에 하나였던 F1을 만들었으며, 2000년 이후 메르세데스-벤츠와의 협업으로 SLR 프로젝트를 도와 SLR 맥라렌을 만들었다. 2011년, MP4-12C를 출시했다. 2013년에는 하이브리드 하이퍼카 P1을 출시했다.

## 생산 차종

### 현재 생산차종
| 스포츠 시리즈                          | 슈퍼 시리즈                          | 얼티밋 시리즈                   | GT          |
| -------------------------------------- | ------------------------------------ | ------------------------------- | ----------- |
| - 멕라렌 600LT & 맥라렌 600LT 스파이더 | - 맥라렌 720S & 맥라렌 720S 스파이더 | - 맥라렌 세나 & 맥라렌 세나 GTR | - 맥라렌 GT |
| - 맥라렌 570S & 맥라렌 570S 스파이더   |                                      | - 맥라렌 스피드테일             |             |
| - 맥라렌 570GT                         |                                      | - 맥라렌 엘바                   |             |
| - 맥라렌 540C                          |                                      |                                 |             |

### 과거 생산차종
- 맥라렌 P1 & 맥라렌 P1 GTR & 맥라렌 P1 LM
- 맥라렌 650S & 맥라렌 650S 스파이더
  - 멕라렌 675LT & 멕라렌 675LT 스파이더
- 맥라렌 12C & 맥라렌 12C 스파이더
- 맥라렌 F1
- 메르세데스-벤츠 SLR 맥라렌 & 메르세데스-벤츠 SLR 스털링 모스

## 같이 보기
- 애스턴 마틴
- 맥라렌 F1